# Парахіно (Владимирська область)
Парахіно (рос. Парахино) — присілок у Гусь-Хрустальному районі Владимирської області Російської Федерації.
Входить до складу муніципального утворення Уляхинське сільське поселення. Населення становить 137 осіб (2010).

## Історія
Присілок розташований на землях фіно-угорського народу мещери.
Від 1929 року належить до Гусь-Хрустального району. Спочатку у складі Івановської промислової області, а від 19 серпня 1944 року — Владимирської області.
Згідно із законом від 25 травня 2005 року входить до складу муніципального утворення Уляхинське сільське поселення.

## Населення
| 1859 | 1897 | 1905  | 1926  | 2002 | 2010 |
| ---- | ---- | ----- | ----- | ---- | ---- |
| 455  | ↗933 | ↗1204 | ↗1368 | ↘220 | ↘137 |